# Neobesseya robbinsorum
Neobesseya robbinsorum là một loài thực vật có hoa trong họ Cactaceae. Loài này được (W. Earle) Doweld mô tả khoa học đầu tiên năm 2000.